# حريق المنقف 2024
حريق المنقف 2024 هو حريق اندلع في مبنى سكني في 12 يونيو 2024 في منطقة المنقف بالكويت، مما أدى إلى مقتل ما لا يقل عن 50 شخصًا. وأغلبية الضحايا الذين كانوا نائمين في ذلك الوقت، لقوا حتفهم بسبب استنشاق الدخان، بينما تعرض آخرون لإصابات خطيرة جراء السقوط. وبعد الحادث، اُعتقل مالك المبنى، وحارس المبنى، وصاحب الشركة.

## الحادثة
أُبلغ في الساعة السادسة صباحًا بتوقيت الكويت عن حريق في الطابق الأرضي من مبنى سكني مكون من ستة طوابق. كان المبنى يضم 196 عاملًا. كان هُناك "عدد كبير" من الأشخاص في المبنى وقت الحريق.
بدأ الحريق في غرفة الحارس قبل أن ينتقل إلى المطبخ، حيث كان يوجد أكثر من 20 أسطوانة غاز ومواد قابلة للاشتعال أخرى، مما سمح للحريق بالانتشار بسرعة. اشتعلت النيران في الطابق السفلي من المبنى وتصاعد دخان أسود كثيف من الطوابق العليا. كان معظم الوفيات نتيجة استنشاق الدخان أثناء النوم، بينما تعرض عدة ضحايا لإصابات جراء السقوط. أنقذت الأجهزة الأمنية 67 شخصًا. أُصيب خمسة من رجال الإطفاء أثناء عملية الإنقاذ. أُخمد الحريق في غضون عشر دقائق بعد وصول رجال الإطفاء.
وجد تحقيق أولي أن الحريق كان ناجمًا عن ماس كهربائي في غرفة الحارس الموجود في الطابق الأرضي من المبنى وانتشر بسرعة بسبب وجود مادة قابلة للاشتعال لتقسيم الشقق والغرف. كما وُجد أن الضحايا لم يتمكنوا من الهروب إلى السطح بسبب وجود باب مغلق.

## الضحايا
تُوفي خمسون شخصًا. وأُصيب ما لا يقل عن 50 آخرين ونُقلوا إلى المستشفى. زار مسؤولون من السفارة الهندية المصابين في المستشفى. وفي 14 يونيو، حُددت هوية 48 جثة. وكان هذا الحريق الثاني الأكثر خطورة في الكويت منذ حريق عرس الجهراء في عام 2009 الذي أودى بحياة 57 شخصًا.
كان ما لا يقل عن 46 من القتلى من الهند، بما في ذلك 23 على الأقل من كيرلا. وجاءت سبع وفيات من تاميل نادو، وثلاث من أندرا برديش وأتر برديش، واثنتان من أوديشا، والباقون من بهار، وهاريانا، وجهارخاند، وكرناتكا، وبنجاب، ومهاراشترا والبنغال الغربية. تتراوح أعمارهم بين 20 و50 عامًا. استقبلت المستشفيات 56 مُصابًا من الحريق. أُصيب حوالي 50 هنديًا، تم علاج أكثر من 30 منهم في مستشفى العدان الذي زاره لاحقًا السفير الهندي في الكويت أدارش سوايكا. كما تُوفي ثلاثة عمال فلبينيين بينما كان اثنان آخران في حالة حرجة. وكان من بين المصابين مواطنون نيباليون.

## بعد الحادثة
أمر نائب رئيس الوزراء الشيخ فهد يوسف سعود الصباح باعتقال مالك المبنى والحارس وصاحب الشركة خلال تفقده مكان الحريق وقال إن مخالفات معايير البناء أدت إلى هذه الكارثة. قال ضابط شرطة كبير للتلفزيون الحكومي إنه غالبًا ما كانت تصدر تحذيرات بشأن الاكتظاظ في هذا النوع من المساكن. واُحتجز لاحقًا مالك المبنى بتهمة الإهمال.

## ردود الفعل
وصف رئيس الوزراء الهندي ناريندرا مودي الكارثة بأنها "محزنة" وأعرب عن تعازيه للضحايا وأسرهم. أعلن عن تقديم تعويض مالي قدره 200,000 روبية هندية (2394 دولار أمريكي) لكل أسرة من أسر الضحايا الهنود من صندوق الإغاثة التابع لرئيس الوزراء. كما أعرب وزير الخارجية الهندي سوبرامانيام جايشانكار عن تعازيه، وأعلن وزير الدولة للشئون الخارجية كيرتي فاردان سينغ [الإنجليزية] عن تقديم المساعدة وإعادة جثث الضحايا إلى الهند. وأمر أمير الكويت مشعل الأحمد الجابر الصباح بتجهيز مبالغ مالية لجميع أسر الضحايا، كما قام بتجهيز طائرات احتياط لنقل الجثامين في حال تعذر نقلها من الجانب الهندي. وفي 14 يونيو، وصلت جثث الضحايا إلى الهند على متن طائرة تابعة للقوات الجوية الهندية، حيث توقفت أولًا في كوتشي، عاصمة ولاية كيرلا، حيث سُلمت جثث الضحايا من جنوب الهند، قبل أن تتوجه إلى دلهي لتسليم باقي الضحايا.
شارك الملك السعودي سلمان بن عبد العزيز آل سعود وولي العهد محمد بن سلمان آل سعود بتعازيهما للكويت، متمنيًا الشفاء العاجل للمصابين. كما أعربت وزارات الخارجية في الإمارات العربية المتحدة وإيران وفلسطين عن تضامنها مع الكويت.